# Lethocerus
A Lethocerus a rovarok (Insecta) osztályának félfedelesszárnyúak (Hemiptera) rendjébe, ezen belül a poloskák (Heteroptera) alrendjébe és az óriás poloskák (Belostomatidae) családjába tartozó nem.

## Tudnivalók
A Lethocerus nevű rovarnem világszerte előfordul, azonban a fajok többsége az amerikai szuperkontinensen él; Európában csak egy, Afrikában és Ausztráliában két-két, míg Ázsiában három fajuk található meg. Ebben a nemben vannak a legnagyobb méretű félfedelesszárnyúak, a legnagyobb elérheti a 12 centiméteres hosszúságot is, azonban a legnagyobbak is csak néha nagyobbak 9 centiméternél. Az átlagos hosszuk viszont, csak 4,5-9 centiméter közötti. Eme kontinensek édesvizeiben élnek, ahol nagy méretük miatt, kisebb csontos halakra és ebihalakra vadásznak. Csípése nagyon fájdalmas, de nem halálos az ember számára.

## Rendszerezés
A nembe az alábbi 22 faj tartozik (meglehet, hogy a lista - amely 2006-ból származik - hiányos):
- Lethocerus americanus (Leidy, 1847)
- Lethocerus angustipe
- Lethocerus annulipes
- Lethocerus bruchi
- Lethocerus camposi
- Lethocerus collosicus
- Lethocerus cordofanus
- Lethocerus delpontei
- Lethocerus dilatus
- Lethocerus distinctifemur
- Lethocerus grandis (Linnaeus, 1758)
- Lethocerus indicus (Lepeletier & Serville, 1825)
- Lethocerus insulanus (Montandon, 1898)
- Lethocerus jimenezasuai
- Lethocerus maximus
- Lethocerus mazzai
- Lethocerus medius (Guérin-Méneville, 1857)
- Lethocerus melloleitaoi
- Lethocerus oculatus
- Lethocerus patruelis (Stål, 1854)
- Lethocerus truxali
- Lethocerus uhleri (Montandon, 1896)

## Fordítás
- Ez a szócikk részben vagy egészben  a   Lethocerus című angol Wikipédia-szócikk ezen változatának fordításán alapul.  Az eredeti cikk szerkesztőit annak laptörténete sorolja fel. Ez a jelzés csupán a megfogalmazás eredetét és a szerzői jogokat jelzi, nem szolgál a cikkben szereplő információk forrásmegjelöléseként.